# Achilles Moortgat

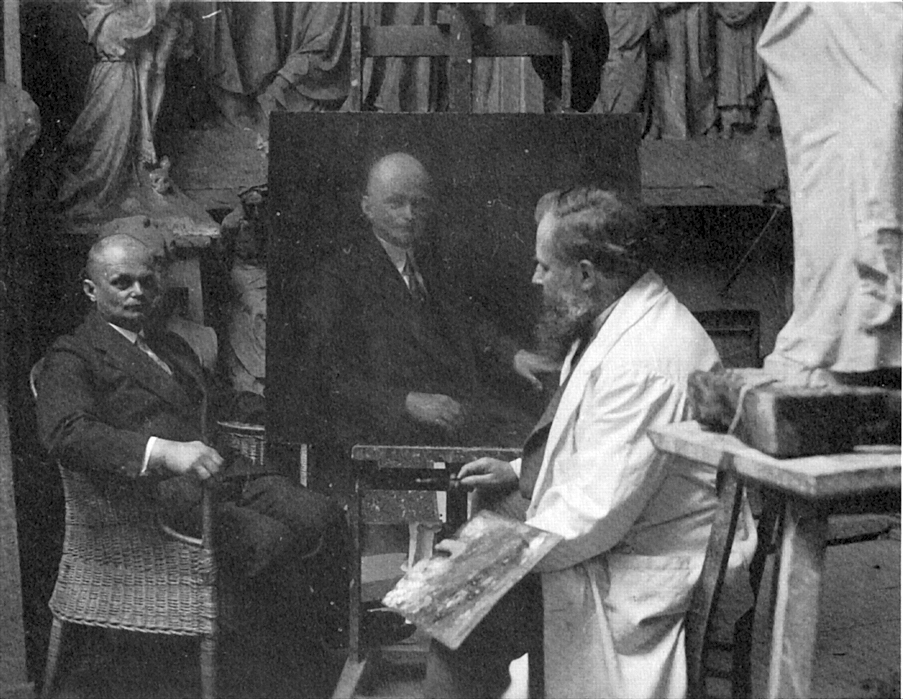
Achilles Moortgat in seinem Atelier, April 1931

Achilles Moortgat (* 15. Juni 1881 in Sint-Gillis-bij-Dendermonde; † 9. Dezember 1957 in Baasrode) war ein flämischer Bildhauer und Landschaftsmaler.

## Leben
Achilles Moortgat studierte 1904 Bildhauerei an der „St.-Lukas-Schule“ in Gent. Anschließend arbeitete er lange Zeit im Bildhaueratelier seines Onkels Alois de Beule (1861–1935). 1904 erhielt er die „Primus Medaille“. Hiernach besuchte er die Akademie der schönen Künste in Antwerpen und erhielt 1909 mit der Skulptur Orpheus den „Prix-de-Rome“. Seit 1911 leitete er das Atelier von Gerd Brüx (1875–1944). Brüx hatte Moortgat 1911 kennengelernt und ihn bewogen, in sein Atelier nach Kleve zu kommen. Der in Mehr tätige Pfarrer Augustin Wibbelt (1862–1947), der seit 1906 zu den festen Besuchern des Brüxschen Ateliers gehörte, hatte auf den jungen Moortgat einen gewissen Druck ausgeübt, sich selbstständig zu machen. Im Jahre 1914, als der Erste Weltkrieg ausbrach, lief Moortgat als belgischer Staatsbürger Gefahr, als Ausländer ohne Arbeit interniert zu werden. Deshalb hatte sich Gerhard Spenger, der Dekan der Stiftskirche, bei der Polizei für Moortgat eingesetzt. So konnte er in Kleve bleiben und sein eigenes Atelier eröffnen. Nach dem Ersten Weltkrieg arbeitete er oft mit dem niederländischen Bildhauer Hubert Daniels (1881–1944) zusammen. 1936 war Moortgat einer der Mitbegründer der klevischen Künstlergilde „Profil“ und hatte auch an deren Jahresausstellungen teilgenommen. 1937 war er mit einer Bronze-Büste von Felix Timmermans auf der Großen Deutschen Kunstausstellung in München vertreten. Während des Zweiten Weltkriegs blieb Moortgat mit seiner Frau Louise Mommens und der 1915 geborenen Tochter Mia in Kleve. Er hatte sich den kulturellen Verhältnissen in Deutschland angepasst und war in die Reichskulturkammer eingetreten. Bei dem Luftangriff auf Kleve im Jahr 1944 wurde sein Wohnhaus und Atelier an der Gruftstraße in Kleve zerstört, und Moortgat ergriff mit 64 Jahren die Gelegenheit, nach Flandern zurückzukehren, um hauptsächlich mit Landschaftsmalerei die Region von Baasrode darzustellen. Am 9. Dezember 1957 verstarb er in Baasrode. Am 12. Dezember wurde er auf dem Friedhof St. Gillis bei Dendermonde beigesetzt.

## Werk
Nicht nur als Bildhauer, aber vor allem als Maler, hatte der von Constantin Meunier (1831–1905) und George Minne (1866–1941) beeinflusste Achilles Moortgat in den vierunddreißig Jahren seines Wirkens am Niederrhein große Beliebtheit erlangt. Hier baute er auf die sogenannte Schule von Dendermonde auf, eine flämische impressionistische Strömung. Themen seiner Gemälde waren besonders die flämischen Städte wie Brügge und Gent sowie Motive längs der Schelde, Themen aus der Umgebung von Kleve und Blicke auf den Rhein.